# Омский областной музей изобразительных искусств имени М. А. Врубеля
Омский областной музей изобразительных искусств имени М. А. Врубеля — музей в Омске, Россия. Один из крупнейших в Сибири, его художественное собрание включает коллекции зарубежного и русского искусства от античности до наших дней.
Основан 21 декабря 1924 года в бывшем Генерал-губернаторском дворце, построенном в 1859—1862 годах архитектором Ф. Ф. Вагнером, когда в нём была открыта картинная галерея при Западно-Сибирском Краевом музее. Первыми были показаны работы около 90 произведений известных русских художников.
Первым директором музея стал Ф. В. Мелёхин (руководил в 1924—1929 годах), который для пополнения музейной коллекции выезжал в Москву и Ленинград для выбора новых произведений, хранившиеся ранее в Зимнем и Мраморном дворцах, музее Академии художеств, в собраниях известных русских государственных деятелей. В 1927 году в его составе насчитывалось 2555 экспонатов, в 1930-е годы собрание художественного отдела музея являлось самым значительным в Западной Сибири — 4230 экспонатов.
В 1940 году художественный отдел Западно-Сибирского Краевого музея обрёл самостоятельность и стал именоваться Омским государственным музеем изобразительных искусств, а с 1954 года — Омский областной музей изобразительных искусств. В настоящее время музей занимает и второе здание в бывшем Торговом корпусе (ул. Ленина, 3), возведённом в 1914 году А. Д. Крячковым.
В 2008 Городской музей «Искусство Омска» и Музей имени М. А. Врубеля, совместно при поддержке министерства культуры Омской области провели выставку посвящённую 20-летию неформального объединения «ЭХО»
В ноябре 2019 года на улице Музейной в историческом здании страхового общества «Саламандра» открылся новый корпус, где, помимо постоянной экспозиции искусства XX—XXI вв. из собрания музея, разместился центр «Эрмитаж-Сибирь» — первое представительство Эрмитажа за Уралом.
Является крупнейшим в регионе хранилищем художественных ценностей, насчитывающим в своих фондах свыше 24 тысяч единиц хранения.